# Don Fuqua

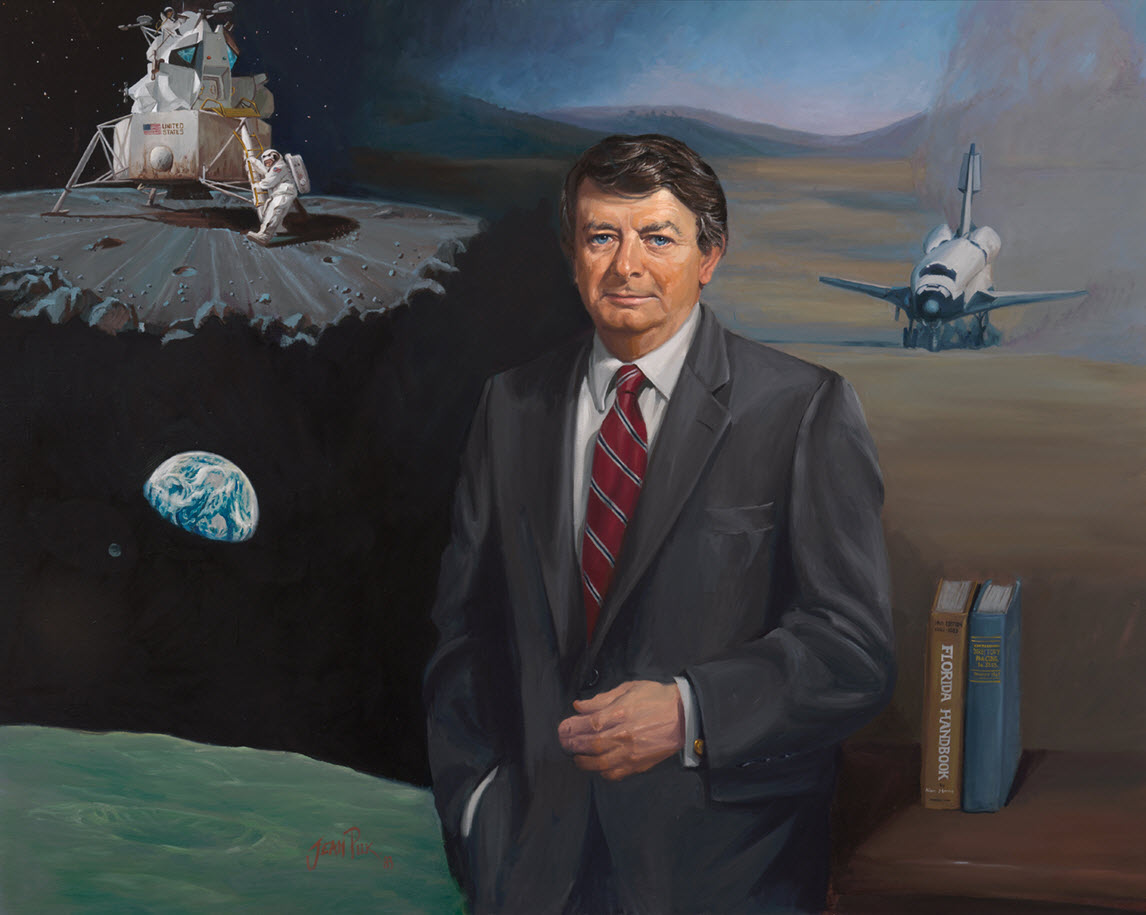
Don Fuqua

Don Fuqua (* 20. August 1933 in Jacksonville, Florida) ist ein US-amerikanischer Politiker. Zwischen 1963 und 1987 vertrat er den Bundesstaat Florida im US-Repräsentantenhaus.

## Werdegang
Im Alter von vier Jahren zog Don Fuqua mit seinen Eltern auf eine Farm in der Nähe von Altha im Calhoun County, wo er die öffentlichen Schulen besuchte. Zwischen 1951 und 1957 studierte er an der University of Florida in Gainesville. Von 1953 bis 1955 unterbrach Fuqua sein Studium, um während des Koreakrieges im medizinischen Korps der US Army zu dienen. Nach dem Ende seines Studiums wurde er in der Landwirtschaft tätig. Dabei betrieb er unter anderem eine Milchfarm.
Politisch wurde Fuqua Mitglied der Demokratischen Partei. Zwischen 1958 und 1962 saß er als Abgeordneter im Repräsentantenhaus von Florida. Im Jahr 1968 war er Delegierter zur Democratic National Convention in Chicago, auf der Hubert H. Humphrey als Präsidentschaftskandidat nominiert wurde. Bei den Kongresswahlen des Jahres 1962 wurde er im damals neugeschaffenen neunten Wahlbezirk von Florida in das US-Repräsentantenhaus in Washington, D.C. gewählt, wo er am 3. Januar 1963 sein neues Mandat antrat. Nach elf Wiederwahlen konnte er bis zum 3. Januar 1987 zwölf Legislaturperioden im Kongress absolvieren. Ab 1967 vertrat er dort als Nachfolger von Charles Edward Bennett den zweiten Distrikt seines Staates. Von 1979 bis 1987 war er Vorsitzender des Wissenschafts- und Technologieausschusses. In seine Zeit als Kongressabgeordneter fielen unter anderem der Vietnamkrieg, die Bürgerrechtsbewegung und die Watergate-Affäre. Außerdem wurden in dieser Zeit der 24., der 25. und der 26. Verfassungszusatz verabschiedet.
Im Jahr 1986 verzichtete Don Fuqua auf eine erneute Kongresskandidatur. Von 1987 bis 1998 war er Präsident der Aerospace Industries Association of America. Heute lebt er im Ruhestand.
Die University of Florida verlieh ihm 1991 die Ehrendoktorwürde.